# Kariri (jezična porodica)
Caririan, porodica indijanskih jezika iz istočnog Brazila koja svoje ime dobiva po istoimenom plemenu i jeziku Cariri Indijanaca (Kariri, Cariry) i Abacatiára iz Bahije, Ceare, i Piauíja. Ostali članovi porodice su Camuru ili Kamurú-Karirí (Kamarú-Kariri) iz Bahije; Dzubukua (Pernambuco);  Kipéa-Karirí (Paraíba), Kipeá ili Kiriri (Bahia), Sabujá (Sapuya; Bahia); Kariri-Xocó (Cariri-Chocó, Xokó-Kariri) iz Alagoasa i Sergipea. Ova plemena međusobno su se miješala i danas su uglavnom asimilirani u brazilsko društvo. Godine 1818. u selu Vila de Pedra Branca, Karl Friedrich Philipp von Martius i Johann Baptist von Spix navode broj od 600 Karirija. 
Eduardo Ribeiro (2002) drži da bi mogli biti srodni jezicima gé.

## Vanjske poveznice
- Tudo sobre Cariris  Arhivirana inačica izvorne stranice od 17. veljače 2021. (Wayback Machine)
- Kariri
- Handbook Cariri